# Sunshine of Your Love
Sunshine of Your Love è un brano musicale del gruppo rock britannico Cream. Fa parte dell'album Disraeli Gears, pubblicato per la prima volta nel Regno Unito il 2 novembre del 1967. Il pezzo verrà poi pubblicato sotto forma di singolo (B-side: SWLABR) nel dicembre dello stesso anno. Con elementi di hard rock, psichedelia, e pop, è una delle canzoni più famose e conosciute dei Cream. Il bassista e cantante Jack Bruce compose il pezzo basandosi su un caratteristico e potente riff di basso, o ripetute frasi musicali. Il brano venne poi completato dallo stesso Bruce, dal paroliere Pete Brown, e da Eric Clapton.
La scrittura del brano fu ispirata dalla partecipazione di Bruce e Clapton al concerto di Jimi Hendrix al Teatro Saville di Londra.
Fu il primo successo statunitense del gruppo dove raggiunse il 5º posto in classifica nel 1968.
Altri artisti hanno dato una loro versione del pezzo; tra questi Ella Fitzgerald, Jimi Hendrix, Ozzy Osbourne e la band Toto.
Nel 2004, la canzone è stata classificata alla posizione numero 65 nella lista delle 500 migliori canzoni di sempre redatta dalla rivista Rolling Stone.

## Il brano

### Composizione
Sunshine of Your Love ebbe origine da un accordo o un riff di basso elettrico del bassista dei Cream Jack Bruce. I Cream avevano assistito a un concerto del 29 gennaio 1967 della Jimi Hendrix Experience al Saville Theatre di Londra. Nel 1988 Eric Clapton raccontò così la genesi della canzone nel corso di un'intervista concessa alla rivista Rolling Stone:
Il riff che domina la canzone deriva dal blues, ed usa una scala pentatonica minore con l'aggiunta di una sesta nota, la quinta bemolle (o comune scala blues). Brown ebbe delle difficoltà a scrivere un testo che si adattasse al riff in questione. Al termine di una sessione durata tutta la notte, Bruce provò il brano al contrabbasso mentre Pete Brown guardava pensoso fuori dalla finestra. Lentamente, egli iniziò a scrivere la frase: «It's getting near dawn and lights close their tired eyes», che venne usata come prima strofa della canzone. Più tardi, per spezzare la monotonia del ritmo, Clapton scrisse un ritornello che riecheggia il titolo del brano.
Una registrazione bootleg proveniente da un'esibizione al Ricky-Tick Club di Londra prima che i Cream incidessero la canzone in studio, mostra Sunshine of Your Love ancora in possesso di un beat comune per la musica rock dell'epoca. Il batterista dei Cream Ginger Baker lo paragonò a quello di Hey Now, Princess, altra composizione a firma Bruce/Brown registrata a marzo. Egli disse di aver consigliato a Bruce di rallentare il ritmo e poi se ne uscì fuori con il caratteristico ritmo di batteria che enfatizzò il tutto. Tuttavia, Bruce e il produttore Tom Dowd espressero dei dubbi circa questa versione dei fatti riportata da Baker. In seguito Dowd spiegò:

### Registrazione
Nel 1967 i Cream si esibirono in concerto in America per la prima volta a New York. Robert Stigwood, il manager del gruppo, procurò loro una partecipazione allo show del DJ Murray the K al RKO Manhattan Theatre con una scrittura dal 25 marzo al 2 aprile 1967. Quando essa terminò, Stigwood organizzò per la band una seduta di registrazione con Ahmet Ertegün agli Atlantic Studios. Bruce e Brown avevano qualche nuova canzone in vari gradi di sviluppo ed entrarono in studio il 3 aprile. Inizialmente, Ertegun decise di assegnare Tom Dowd come produttore discografico per lavorare con il trio. Dowd aveva lavorato con molti dei più grandi nomi della scena jazz e rhythm and blues degli anni cinquanta e sessanta. Tuttavia, i Cream furono la sua prima esperienza con un gruppo rock. La band arrivò alla Atlantic portandosi dietro i propri potenti amplificatori Marshall (ciascuno da 100 watts) dipinti con colori psichedelici. Dowd restò sorpreso dalla quantità e dall'imponenza dell'equipaggiamento del trio: "Registravano a volumi assurdi, spacca orecchie... Tutti quelli con cui avevo lavorato in precedenza usavano dei Fender Deluxes [da circa 20 watts] o dei Twins [circa 80 watts]; una band da sei-sette elementi non suonava così forte come facevano quei tre."
Ertegun portò il produttore Felix Pappalardi, che egli pensava sarebbe stato l'ideale per mediare tra il gruppo e Dowd. I primi brani ad essere incisi furono Strange Brew, Tales of Brave Ulysses, e Sunshine of Your Love. Ertegun aveva ascoltato i demo e non era rimasto soddisfatto perché si aspettava pezzi maggiormente orientati al blues come quelli di Fresh Cream. Jerry Wexler, socio di Ertegun alla Atlantic Records, arrivò fino a descrivere la musica dei Cream "robaccia psichedelica". Tuttavia, Booker T. Jones (produttore e tastierista dei Booker T. & the M.G.'s) e Otis Redding (le cui registrazioni per la Stax erano all'epoca distribuite dalla Atco, sussidiaria della Atlantic) diedero la propria approvazione entusiasta a Sunshine of Your Love.
Con Pappalardi e Dowd, il lavoro proseguì su Sunshine of Your Love. Per il suo assolo di chitarra, Clapton usò una sonorità detta "woman tone" sulla sua Gibson SG Standard del 1964, citando all'inizio la melodia del classico pop standard Blue Moon di Richard Rodgers del 1934. Fu Dowd a suggerire l'arrangiamento ritmico nel quale il batterista Ginger Baker suona un caratteristico ritmo di batteria ai tom-tom, anche se Baker ha dichiarato che era stata una sua idea.

### Pubblicazione ed accoglienza
Sunshine of Your Love fu inclusa come seconda traccia dell'album Disraeli Gears, che venne pubblicato nel novembre 1967 dalla Reaction Records in Gran Bretagna e dalla Atco Records negli Stati Uniti. Inizialmente, la Atco non aveva intenzione di far uscire la canzone su singolo (Strange Brew, con lato B Tales of Brave Ulysses, era stata pubblicata su 45 giri nel giugno 1967). Tuttavia, nel dicembre 1967, la casa discografica pubblicò una versione accorciata del brano come secondo singolo estratto dal disco; la durata del pezzo venne ridotta da 4:08 a 3:03. Il singolo entrò il 13 gennaio 1968 nella classifica Billboard Hot 100, raggiungendo la posizione numero 36. Il singolo rientrò in classifica il 6 luglio 1968 e arrivò fino in quinta posizione il 31 agosto 1968. In Gran Bretagna, il singolo non venne pubblicato fino al settembre 1968, dopo che i Cream avevano annunciato la loro volontà di separarsi.  Fu la Polydor Records a pubblicare il 45 giri britannico, che raggiunse la posizione numero 25 in classifica.
La Recording Industry Association of America (RIAA) certificò il singolo disco d'oro il 26 settembre 1968, con vendite superiori al milione di copie. Negli Stati Uniti, il 45 giri divenne uno dei singoli di maggior successo del 1968 e uno dei più venduti di sempre della Atlantic o di una sua consociata.
Essendo uno dei brani più famosi e popolari dei Cream, molte delle raccolte e compilation dedicate alla carriera della band includono la versione completa del pezzo, come Best of Cream, Heavy Cream, The Very Best of Cream, e il box set Those Were the Days.

## Tracce singolo
ATCO Records – 45-6544 (USA)
1. Sunshine of Your Love (E. Clapton, J. Bruce, P. Brown) - 3:03
2. SWLABR (J. Bruce, P. Brown) - 2:30

Polydor – 56286 (UK)
1. Sunshine of Your Love (E. Clapton, J. Bruce, P. Brown) - 3:03
2. SWLABR (J. Bruce, P. Brown) - 2:30

## Formazione
- Eric Clapton - chitarra e voce
- Jack Bruce - basso e voce
- Ginger Baker - batteria

## Cover
- La cantante Ella Fitzgerald incise una versione di Sunshine of Your Love per il suo omonimo album dal vivo del 1969 pubblicato su etichetta Verve Records.
- I Blood, Sweat & Tears inclusero il riff di Sunshine of Your Love nella canzone Blues - Part II del loro secondo omonimo album pubblicato per la Columbia Records nel 1969.
- È stata incisa, in versione rhythm and blues, anche dal quintetto nero dei The Fifth Dimension ed inserita nel loro album The Age of Aquarius del 1969.
- Il ritornello della canzone è stato reinterpretato dal gruppo christian metal canadese Thousand Foot Krutch, nel brano Sunshyne, del loro primo album di studio That's What People Do del 1997.
- I Toto inserirono la loro versione di Sunshine of Your Love nel loro album Through the Looking Glass, pubblicato per la EMI nel 2002.
- Ozzy Osbourne pubblicò una reinterpretazione di Sunshine of Your Love nell'album Under Cover del 2005.
- Carlos Santana interpretò Sunshine of Your Love insieme a Rob Thomas nell'album Guitar Heaven: The Greatest Guitar Classics of All Time, pubblicato su etichetta Arista Records nel 2010.
- Del pezzo esiste una versione strumentale realizzata da Jimi Hendrix, apparsa su numerosi bootleg e successivamente inclusa nell'album postumo Valleys of Neptune (2010).

## Riferimenti in altri media
- È stata inserita nel videogioco Guitar Hero III: Legends of Rock.
- È stato utilizzato nel film School of Rock, diretto da Richard Linklater.
- È presente anche nel film Quei bravi ragazzi, diretto da Martin Scorsese.
- È presente più volte nel film di Ted Kotcheff Fratelli nella notte del 1983 (con Gene Hackman): ad un certo punto del film i protagonisti, tutti veterani di guerra, improvvisano addirittura un ballo sulle note di questo brano.
- È riprodotta in sottofondo nell'episodio de I Simpson della settima stagione chiamato Mamma Simpson (1995), quando la madre di Homer parla del proprio passato di attivista civile.
- È riprodotta in sottofondo in una scena del film Bohemian Rhapsody dove Freddie Mercury seduto su una panchina aspetta la band dei Queen.